# Volkshochschule Rur-Eifel

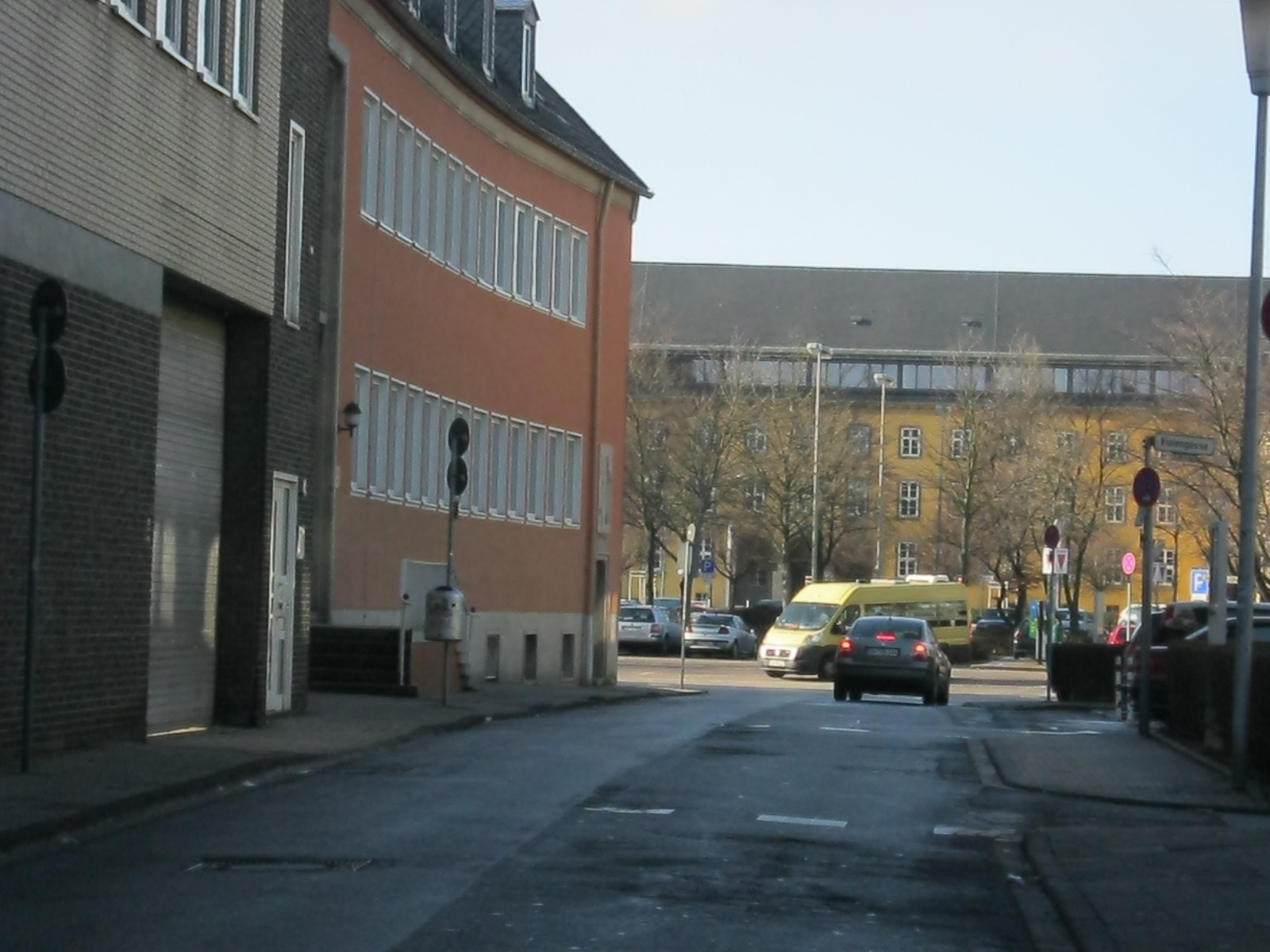
Links in rosa / lachsfarben die Schule, im Hintergrund das Amtsgericht Düren

Die Volkshochschule Rur-Eifel (VHS Rur-Eifel) hat ihre Geschäftsstelle in der Kreisstadt Düren in Nordrhein-Westfalen.
Leiterin der Volkshochschule ist Dr. Wilma Viol (Stand 2020). Die Hauptstelle der Schule ist im ehemaligen Gebäude der Kornhausschule, einer Sonderschule, in der Violengasse 2 in Düren untergebracht. Zweigstellen bestehen in den Mitgliedsgemeinden.
Die Kommunen Heimbach, Hürtgenwald, Inden, Kreuzau, Langerwehe, Merzenich, Nideggen, Niederzier, Nörvenich und Vettweiß sind mit der Stadt Düren eine Kooperation eingegangen und haben sich zur VHS Rur-Eifel zusammengeschlossen (ehemals Volkshochschule des Kreises Düren und Volkshochschule der Stadt Düren). Das Programm umfasst politische, berufliche, kulturelle und persönliche Angebote. Außerdem ist diese VHS kommunales Prüfungszentrum und bietet national und international anerkannte Abschlüsse, Zertifikate und Prüfungen an. Ebenfalls bietet die VHS in ihrem Programm Exkursionen an.
Die Kursbereiche unterteilen sich in folgende Sparten:
- Gesellschaft
- Eltern & Kinder
- Kultur
- Gesundheit
- Sprachen
- Beruf/EDV
- Schulabschlüsse/Junge VHS

Leiterin ist seit dem 1. Oktober 2018 Wilma Viol.